# Ditheismus
Ditheismus (griechisch: Lehre von zwei Göttern) bezeichnet in der christlichen Theologie die Ansicht, dass es zwei Götter in zwei verschiedenen Wesenheiten gebe. Der Ditheismus steht damit im Gegensatz zur Trinität, die nur einen Gott mit einer göttlichen Natur in drei Personen ansieht.

## Marcionismus
Ein Hauptvertreter dieser Theologie war der im 2. Jahrhundert wirkende frühchristliche Theologe Marcion. Er begründete, nachdem er im Jahr 144 aus seiner Gemeinde ausgeschlossen war, eine eigene Kirche, die jedoch durch die konsequente Bekämpfung durch die römische Kirche allmählich verdrängt wurde. Seine Theorien sind nur durch antihäretische Streitschriften, unter anderem des Irenäus und des Tertullian, überliefert.
Laut Marcion ist aus der Bipolarität von Gut und Böse die Existenz von zwei Göttern abzuleiten. Als böser Gott gilt ihm der Schöpfergott Zebaoth. Als den guten Gott identifiziert er den sich in Christus modal offenbarenden Erlösergott.
Für die Alte Kirche hatte die Auseinandersetzung mit Marcion eine stark konsolidierende Wirkung: Sie beförderte die Schaffung eines Bibelkanons, die Exegese des Alten Testaments als Verweis auf das Neue Testament.

## Zeloten
Ditheismus ist auch eine zelotische Bußlehre, deren Oberhaupt Hippolyt zum ersten Gegenpapst der Geschichte wurde. Zu dem Schisma kam es, als Papst Kalixt I. im Jahr 217 in einem Dekret eine zweite Buße für Sünden sexueller Natur erlaubte, obwohl bis dahin Unzucht, Mord und Abfall vom Glauben als unverzeihliche Todsünden galten.
Das Schisma kam mit dem Tod von Hippolyt während seines gemeinsamen Exils mit dem Papst Pontianus in Sardinien zu Ende.